# Campeonato de Primera D 2017-18
El Campeonato de Primera D 2017-18 fue la sexagésima novena edición del torneo, quinta división del fútbol argentino en el orden de los clubes directamente afiliados a la AFA. Comenzó el 2 de septiembre de 2017 y finalizó el 9 de junio de 2018.
Los nuevos participantes fueron : Argentino de Merlo, descendido de la Primera C, y Real Pilar, equipo recién afiliado. Por otra parte, la desafiliación transitoria de Centro Español, que terminó último en la tabla de promedios del torneo anterior, quedó sin efecto a los fines de que haya un número par de equipos participantes.
El Club Atlético Victoriano Arenas se consagró campeón 4 fechas antes de la finalización del certamen, y volverá a participar en la Primera C después de 25 años. El segundo ascenso fue para el Club Atlético General Lamadrid, ganador del torneo reducido, que vuelve a la cuarta división tras 3 temporadas en la categoría.
Por otra parte, el Club Atlético Claypole ocupó el último puesto en la tabla de promedios, pero su desafiliación temporaria fue anulada.

## Ascensos y descensos
| Desafiliados de la Primera D 2016-17 |
| ------------------------------------ |
| No hubo                              |

| Afiliado   |
| ---------- |
| Real Pilar |

| Desafiliados de la Primera D 2016-17 |
| ------------------------------------ |
| No hubo                              |

| Afiliado   |
| ---------- |
| Real Pilar |

| Posición  | Ascendido a la Primera C 2017-18 |
| --------- | -------------------------------- |
| 1.º       | Ituzaingó                        |
| Gan. red. | Leandro N. Alem                  |

| Promedio | Descendido de la Primera C 2016-17 |
| -------- | ---------------------------------- |
| 19.º     | Argentino de Merlo                 |

| Posición  | Ascendido a la Primera C 2017-18 |
| --------- | -------------------------------- |
| 1.º       | Ituzaingó                        |
| Gan. red. | Leandro N. Alem                  |

| Promedio | Descendido de la Primera C 2016-17 |
| -------- | ---------------------------------- |
| 19.º     | Argentino de Merlo                 |

## Equipos participantes
| Equipo              | Ciudad            | Estadio                  | Capacidad |
| ------------------- | ----------------- | ------------------------ | --------- |
| Argentino           | Merlo             | Merlo                    | 11 000    |
| Argentino           | Rosario           | José Martín Olaeta       | 6800      |
| Atlas               | General Rodríguez | Ricardo Puga             | 2500      |
| Central Ballester   | José León Suárez  | No posee                 | -         |
| Centro Español      | Villa Sarmiento   | No posee                 | -         |
| Claypole            | Claypole          | Rodolfo Vicente Capocasa | 1000      |
| Deportivo Paraguayo | Buenos Aires      | No posee                 | -         |
| General Lamadrid    | Buenos Aires      | Enrique Sexto            | 3500      |
| Juventud Unida      | Muñiz             | Ciudad de San Miguel     | 3200      |
| Liniers             | San Justo         | Juan Antonio Arias       | 3500      |
| Lugano              | Tapiales          | José María Moraños       | 1500      |
| Muñiz               | Muñiz             | No posee                 | -         |
| Puerto Nuevo        | Campana           | Rubén Carlos Vallejos    | 500       |
| Real Pilar          | Pilar             | Carlos Barraza           | 10 000    |
| Victoriano Arenas   | Valentín Alsina   | Saturnino Moure          | 1500      |
| Yupanqui            | Buenos Aires      | No posee                 | -         |

| 1. 2. 3. 4. 5. |

### Distribución geográfica de los equipos
| Región                                   | Cant. | Equipos |
| ---------------------------------------- | ----- | --- |
| Conurbano bonaerense                     | 8     | Argentino (M), Central Ballester, Centro Español, Claypole, Juventud Unida, Liniers, Muñiz y Victoriano Arenas |
| Ciudad de Buenos Aires                   | 4     | Deportivo Paraguayo, General Lamadrid, Lugano y Yupanqui                                                       |
| Interior de la provincia de Buenos Aires | 3     | Atlas, Puerto Nuevo y Real Pilar                                                                               |
| Ciudad de Rosario                        | 1     | Argentino |

## Formato

### Ascenso
Los 16 participantes se enfrentan en dos ruedas por el sistema de todos contra todos. El primer ascenso será para el campeón, mientras que los equipos que ocupen del segundo al noveno puesto de la tabla final de posiciones jugarán un torneo reducido por eliminación directa por el segundo.
En el reducido, los equipos se ordenaron de acuerdo a la posición obtenida en el torneo. Se enfrentaron entre sí en instancia de cuartos de final a único partido los mejor contra los peor ubicados, en los que fueron locales los que ocuparon los mejores puestos. Los ganadores clasificaron a semifinales, donde se enfrentaron ordenados de la misma manera. Los ganadores disputaron la final, organizada a doble partido,  con la localía en el segundo para el mejor ubicado. El ganador obtuvo el segundo ascenso.

### Desafiliación temporaria
No hubo. Fue anulada la suspensión de la afiliación por una temporada del equipo que ocupó el último lugar de la tabla de promedios.

### Clasificación a la Copa Argentina 2017-18
Los primeros tres equipos de la tabla parcial de la primera rueda clasificaron a los treintaidosavos de final de la Copa Argentina 2017-18.

## Tabla de posiciones final
| Pos. | Equipo               | Pts. | PJ | PG | PE | PP | GF | GC | Dif. |
| ---- | -------------------- | ---- | -- | -- | -- | -- | -- | -- | ---- |
| 01.º | Victoriano Arenas    | 59   | 30 | 18 | 5  | 7  | 54 | 31 | 23   |
| 02.º | Argentino de Merlo   | 56   | 30 | 17 | 5  | 8  | 45 | 29 | 16   |
| 03.º | General Lamadrid     | 54   | 30 | 15 | 9  | 6  | 39 | 23 | 16   |
| 04.º | Liniers              | 52   | 30 | 14 | 10 | 6  | 36 | 15 | 21   |
| 05.º | Atlas                | 51   | 30 | 15 | 6  | 9  | 44 | 29 | 15   |
| 06.º | Centro Español       | 51   | 30 | 14 | 9  | 7  | 36 | 21 | 15   |
| 07.º | Argentino de Rosario | 50   | 30 | 15 | 5  | 10 | 36 | 26 | 10   |
| 08.º | Juventud Unida       | 47   | 30 | 13 | 8  | 9  | 28 | 26 | 2    |
| 09.º | Central Ballester    | 45   | 30 | 13 | 6  | 11 | 50 | 50 | 0    |
| 10.º | Lugano               | 34   | 30 | 8  | 10 | 12 | 32 | 48 | −16  |
| 11.º | Claypole             | 31   | 30 | 9  | 4  | 17 | 31 | 39 | −8   |
| 12.º | Real Pilar           | 31   | 30 | 7  | 10 | 13 | 27 | 35 | −8   |
| 13.º | Puerto Nuevo         | 29   | 30 | 6  | 11 | 13 | 31 | 44 | −13  |
| 14.º | Deportivo Paraguayo  | 26   | 30 | 7  | 5  | 18 | 24 | 43 | −19  |
| 15.º | Muñiz                | 23   | 30 | 5  | 8  | 17 | 18 | 46 | −28  |
| 16.º | Yupanqui             | 21   | 30 | 4  | 9  | 17 | 21 | 47 | −26  |

|  | Campeón. Ascendió a la Primera C.                       |
|  | Clasificados al torneo reducido por el segundo ascenso. |

|  |

### Evolución de las posiciones

#### Primera rueda
| Equipo / Fecha       |      |      |      |      |      |      |      |      |      |      |      |      |      |      |      |
| Equipo / Fecha       | 01   | 02   | 03   | 04   | 05   | 06   | 07   | 08   | 09   | 10   | 11   | 12   | 13   | 14   | 15   |
| -------------------- | ---- | ---- | ---- | ---- | ---- | ---- | ---- | ---- | ---- | ---- | ---- | ---- | ---- | ---- | ---- |
| Argentino de Merlo   | 13.º | 07.º | 08.º | 05.º | 04.º | 02.º | 02.º | 02.º | 01.º | 02.º | 02.º | 01.º | 02.º | 04.º | 04.º |
| Argentino de Rosario | 14.º | 16.º | 16.º | 16.º | 15.º | 15.º | 14.º | 12.º | 11.º | 12.º | 10.º | 08.º | 07.º | 07.º | 07.º |
| Atlas                | 02.º | 04.º | 08.º | 08.º | 10.º | 09.º | 09.º | 13.º | 08.º | 07.º | 08.º | 11.º | 13.º | 09.º | 08.º |
| Central Ballester    | 05.º | 03.º | 05.º | 02.º | 02.º | 03.º | 03.º | 04.º | 02.º | 01.º | 01.º | 03.º | 04.º | 02.º | 02.º |
| Centro Español       | 11.º | 11.º | 11.º | 10.º | 12.º | 13.º | 11.º | 08.º | 07.º | 08.º | 06.º | 06.º | 06.º | 06.º | 06.º |
| Claypole             | 07.º | 13.º | 13.º | 14.º | 09.º | 11.º | 13.º | 11.º | 13.º | 14.º | 14.º | 13.º | 12.º | 13.º | 11.º |
| Deportivo Paraguayo  | 07.º | 13.º | 15.º | 12.º | 14.º | 14.º | 07.º | 09.º | 10.º | 09.º | 09.º | 12.º | 08.º | 08.º | 09.º |
| General Lamadrid     | 03.º | 01.º | 01.º | 01.º | 01.º | 01.º | 01.º | 01.º | 04.º | 05.º | 05.º | 05.º | 05.º | 03.º | 03.º |
| Juventud Unida       | 03.º | 05.º | 07.º | 07.º | 07.º | 07.º | 04.º | 03.º | 05.º | 06.º | 07.º | 07.º | 10.º | 12.º | 12.º |
| Liniers              | 14.º | 06.º | 03.º | 04.º | 03.º | 04.º | 05.º | 05.º | 03.º | 04.º | 04.º | 04.º | 03.º | 05.º | 05.º |
| Lugano               | 11.º | 10.º | 06.º | 09.º | 08.º | 08.º | 12.º | 10.º | 12.º | 10.º | 11.º | 09.º | 11.º | 10.º | 10.º |
| Muñiz                | 07.º | 13.º | 12.º | 15.º | 16.º | 16.º | 16.º | 16.º | 16.º | 16.º | 16.º | 16.º | 16.º | 16.º | 16.º |
| Puerto Nuevo         | 05.º | 08.º | 04.º | 06.º | 05.º | 05.º | 06.º | 07.º | 09.º | 11.º | 12.º | 10.º | 09.º | 11.º | 13.º |
| Real Pilar           | 16.º | 15.º | 14.º | 11.º | 13.º | 10.º | 10.º | 14.º | 14.º | 13.º | 13.º | 15.º | 14.º | 14.º | 14.º |
| Victoriano Arenas    | 01.º | 02.º | 02.º | 03.º | 06.º | 06.º | 08.º | 06.º | 06.º | 03.º | 03.º | 02.º | 01.º | 01.º | 01.º |
| Yupanqui             | 07.º | 09.º | 10.º | 13.º | 11.º | 12.º | 15.º | 15.º | 15.º | 15.º | 15.º | 14.º | 15.º | 15.º | 15.º |

|  |

#### Segunda rueda
| Equipo / Fecha       |      |      |      |      |      |      |      |      |      |      |      |      |      |      |      |
| Equipo / Fecha       | 16   | 17   | 18   | 19   | 20   | 21   | 22   | 23   | 24   | 25   | 26   | 27   | 28   | 29   | 30   |
| -------------------- | ---- | ---- | ---- | ---- | ---- | ---- | ---- | ---- | ---- | ---- | ---- | ---- | ---- | ---- | ---- |
| Argentino de Merlo   | 04.º | 04.º | 04.º | 04.º | 04.º | 04.º | 02.º | 03.º | 03.º | 03.º | 04.º | 04.º | 04.º | 02.º | 02.º |
| Argentino de Rosario | 07.º | 07.º | 05.º | 06.º | 06.º | 06.º | 07.º | 06.º | 05.º | 06.º | 07.º | 05.º | 08.º | 07.º | 07.º |
| Atlas                | 08.º | 08.º | 08.º | 08.º | 09.º | 09.º | 09.º | 09.º | 09.º | 09.º | 08.º | 08.º | 07.º | 06.º | 05.º |
| Central Ballester    | 02.º | 02.º | 02.º | 02.º | 02.º | 02.º | 04.º | 05.º | 07.º | 08.º | 09.º | 09.º | 09.º | 09.º | 09.º |
| Centro Español       | 05.º | 05.º | 07.º | 05.º | 05.º | 05.º | 06.º | 07.º | 06.º | 05.º | 03.º | 03.º | 02.º | 03.º | 06.º |
| Claypole             | 11.º | 13.º | 13.º | 13.º | 14.º | 15.º | 13.º | 14.º | 14.º | 14.º | 14.º | 14.º | 14.º | 13.º | 11.º |
| Deportivo Paraguayo  | 09.º | 11.º | 12.º | 12.º | 12.º | 12.º | 12.º | 13.º | 13.º | 13.º | 13.º | 13.º | 13.º | 14.º | 14.º |
| General Lamadrid     | 03.º | 03.º | 03.º | 03.º | 03.º | 03.º | 03.º | 02.º | 02.º | 02.º | 02.º | 02.º | 03.º | 04.º | 03.º |
| Juventud Unida       | 12.º | 10.º | 10.º | 09.º | 08.º | 08.º | 08.º | 08.º | 08.º | 07.º | 06.º | 07.º | 06.º | 08.º | 08.º |
| Liniers              | 06.º | 06.º | 06.º | 07.º | 07.º | 07.º | 05.º | 04.º | 04.º | 04.º | 05.º | 06.º | 05.º | 05.º | 04.º |
| Lugano               | 10.º | 09.º | 09.º | 10.º | 11.º | 11.º | 10.º | 10.º | 10.º | 10.º | 10.º | 10.º | 10.º | 10.º | 10.º |
| Muñiz                | 16.º | 16.º | 16.º | 16.º | 16.º | 16.º | 16.º | 16.º | 16.º | 16.º | 16.º | 16.º | 15.º | 15.º | 15.º |
| Puerto Nuevo         | 13.º | 12.º | 11.º | 11.º | 10.º | 10.º | 11.º | 11.º | 11.º | 11.º | 12.º | 12.º | 12.º | 12.º | 13.º |
| Real Pilar           | 14.º | 14.º | 14.º | 14.º | 15.º | 13.º | 15.º | 12.º | 12.º | 12.º | 11.º | 11.º | 11.º | 11.º | 12.º |
| Victoriano Arenas    | 01.º | 01.º | 01.º | 01.º | 01.º | 01.º | 01.º | 01.º | 01.º | 01.º | 01.º | 01.º | 01.º | 01.º | 01.º |
| Yupanqui             | 15.º | 15.º | 15.º | 15.º | 13.º | 14.º | 14.º | 15.º | 15.º | 15.º | 15.º | 15.º | 16.º | 16.º | 16.º |

| 1. |

## Tabla de descenso
| Pos  | Equipo               | 2015 | 2016 | 2016-17 | 2017-18 | Total | PJ  | Promedio |
| ---- | -------------------- | ---- | ---- | ------- | ------- | ----- | --- | -------- |
| 01.º | Argentino de Merlo   | -    | -    | -       | 56      | 56    | 30  | 1,866    |
| 02.º | Atlas                | 58   | 20   | 55      | 51      | 184   | 104 | 1,769    |
| 03.º | Liniers              | 58   | -    | 33      | 52      | 143   | 90  | 1,588    |
| 04.º | Argentino de Rosario | 31   | 27   | 55      | 50      | 163   | 104 | 1,567    |
| 05.º | General Lamadrid     | -    | 13   | 45      | 54      | 112   | 74  | 1,513    |
| 06.º | Victoriano Arenas    | 21   | 22   | 50      | 59      | 152   | 104 | 1,461    |
| 07.º | Juventud Unida       | -    | 21   | 40      | 47      | 108   | 74  | 1,459    |
| 08.º | Central Ballester    | 48   | 14   | 37      | 45      | 144   | 104 | 1,384    |
| 09.º | Lugano               | 44   | 17   | 31      | 34      | 126   | 104 | 1,211    |
| 10.º | Centro Español       | -    | -    | 21      | 51      | 72    | 60  | 1,200    |
| 11.º | Puerto Nuevo         | 34   | 21   | 34      | 29      | 118   | 104 | 1,134    |
| 12.º | Deportivo Paraguayo  | 42   | 14   | 35      | 26      | 117   | 104 | 1,125    |
| 13.º | Muñiz                | 44   | 17   | 28      | 23      | 112   | 104 | 1,076    |
| 14.º | Real Pilar           | -    | -    | -       | 31      | 31    | 30  | 1,033    |
| 15.º | Yupanqui             | 38   | 19   | 28      | 21      | 106   | 104 | 1,019    |
| 16.º | Claypole             | 29   | 9    | 35      | 31      | 104   | 104 | 1,000    |

## Tabla de posiciones parcial de la primera rueda
Esta tabla se usó para determinar los equipos clasificados a la Copa Argentina 2017-18, que son los que ocuparon los tres primeros lugares.
| Pos. | Equipo               | Pts. | PJ | PG | PE | PP | GF | GC | Dif. |
| ---- | -------------------- | ---- | -- | -- | -- | -- | -- | -- | ---- |
| 01.º | Victoriano Arenas    | 30   | 15 | 9  | 3  | 3  | 24 | 13 | 11   |
| 02.º | Central Ballester    | 29   | 15 | 9  | 2  | 4  | 33 | 20 | 13   |
| 03.º | General Lamadrid     | 29   | 15 | 9  | 2  | 4  | 13 | 6  | 7    |
| 04.º | Argentino de Merlo   | 27   | 15 | 8  | 3  | 4  | 17 | 12 | 5    |
| 05.º | Liniers              | 25   | 15 | 7  | 4  | 4  | 14 | 8  | 6    |
| 06.º | Centro Español       | 24   | 15 | 6  | 6  | 3  | 16 | 9  | 7    |
| 07.º | Argentino de Rosario | 23   | 15 | 7  | 2  | 6  | 14 | 13 | 1    |
| 08.º | Atlas                | 21   | 15 | 6  | 3  | 6  | 17 | 18 | −1   |
| 09.º | Deportivo Paraguayo  | 20   | 15 | 6  | 2  | 7  | 14 | 17 | −3   |
| 10.º | Lugano               | 20   | 15 | 5  | 5  | 5  | 14 | 19 | −5   |
| 11.º | Claypole             | 18   | 15 | 5  | 3  | 7  | 19 | 20 | −1   |
| 12.º | Juventud Unida       | 17   | 15 | 4  | 5  | 6  | 13 | 15 | −2   |
| 13.º | Puerto Nuevo         | 16   | 15 | 3  | 7  | 5  | 16 | 21 | −5   |
| 14.º | Real Pilar           | 14   | 15 | 3  | 5  | 7  | 9  | 15 | −6   |
| 15.º | Yupanqui             | 10   | 15 | 1  | 7  | 7  | 8  | 19 | −11  |
| 16.º | Muñiz                | 6    | 15 | 1  | 3  | 11 | 7  | 23 | −16  |

|  | Clasificados a la Copa Argentina 2017-18. |

## Resultados

### Primera rueda
| Fecha 1             | Fecha 1   | Fecha 1              | Fecha 1               | Fecha 1         | Fecha 1 |
| Local               | Resultado | Visitante            | Estadio               | Fecha           | Hora    |
| ------------------- | --------- | -------------------- | --------------------- | --------------- | ------- |
| Lugano              | 0 - 0     | Centro Español       | José María Moraños    | 2 de septiembre | 11:00   |
| General Lamadrid    | 1 - 0     | Liniers              | Enrique Sexto         | 2 de septiembre | 15:30   |
| Puerto Nuevo        | 2 - 2     | Central Ballester    | Rubén Carlos Vallejos | 2 de septiembre | 15:30   |
| Deportivo Paraguayo | 1 - 1     | Yupanqui             | Juan Antonio Arias    | 2 de septiembre | 15:30   |
| Victoriano Arenas   | 3 - 1     | Real Pilar           | Saturnino Moure       | 3 de septiembre | 11:00   |
| Argentino de Merlo  | 1 - 2     | Atlas                | Merlo                 | 3 de septiembre | 11:00   |
| Juventud Unida      | 1 - 0     | Argentino de Rosario | Ciudad de San Miguel  | 3 de septiembre | 15:30   |
| Muñiz               | 1 - 1     | Claypole             | Carlos Barraza        | 4 de septiembre | 15:30   |

| Fecha 2              | Fecha 2   | Fecha 2            | Fecha 2                    | Fecha 2          | Fecha 2 |
| Local                | Resultado | Visitante          | Estadio                    | Fecha            | Hora    |
| -------------------- | --------- | ------------------ | -------------------------- | ---------------- | ------- |
| Atlas                | 1 - 1     | Lugano             | Ricardo Puga               | 9 de septiembre  | 15:30   |
| Argentino de Rosario | 0 - 2     | Liniers            | José Martín Olaeta         | 9 de septiembre  | 15:30   |
| Yupanqui             | 1 - 1     | Puerto Nuevo       | Claudio Chiqui Tapia       | 9 de septiembre  | 15:30   |
| Real Pilar           | 1 - 1     | Juventud Unida     | Carlos Barraza             | 10 de septiembre | 15:30   |
| Central Ballester    | 2 - 1     | Muñiz              | Ramón Roque Martín         | 11 de septiembre | 15:30   |
| Deportivo Paraguayo  | 0 - 1     | General Lamadrid   | Juan Antonio Arias         | 11 de septiembre | 15:30   |
| Centro Español       | 0 - 0     | Victoriano Arenas  | José María Moraños         | 12 de septiembre | 15:30   |
| Claypole             | 0 - 1     | Argentino de Merlo | Gildo Francisco Ghersinich | 12 de septiembre | 15:30   |

| Fecha 3            | Fecha 3   | Fecha 3              | Fecha 3               | Fecha 3          | Fecha 3 |
| Local              | Resultado | Visitante            | Estadio               | Fecha            | Hora    |
| ------------------ | --------- | -------------------- | --------------------- | ---------------- | ------- |
| Liniers            | 1 - 0     | Real Pilar           | Juan Antonio Arias    | 17 de septiembre | 15:30   |
| General Lamadrid   | 1 - 0     | Argentino de Rosario | Enrique Sexto         | 17 de septiembre | 15:30   |
| Puerto Nuevo       | 3 - 0     | Deportivo Paraguayo  | Rubén Carlos Vallejos | 17 de septiembre | 15:30   |
| Lugano             | 2 - 1     | Claypole             | José María Moraños    | 18 de septiembre | 15:30   |
| Juventud Unida     | 0 - 0     | Centro Español       | Ciudad de San Miguel  | 18 de septiembre | 15:30   |
| Argentino de Merlo | 1 - 1     | Central Ballester    | Merlo                 | 18 de septiembre | 15:30   |
| Muñiz              | 0 - 0     | Yupanqui             | Carlos Barraza        | 19 de septiembre | 15:30   |
| Victoriano Arenas  | 1 - 0     | Atlas                | Saturnino Moure       | 19 de septiembre | 15:30   |

| Fecha 4             | Fecha 4   | Fecha 4              | Fecha 4                    | Fecha 4          | Fecha 4 |
| Local               | Resultado | Visitante            | Estadio                    | Fecha            | Hora    |
| ------------------- | --------- | -------------------- | -------------------------- | ---------------- | ------- |
| Central Ballester   | 5 - 1     | Lugano               | Ramón Roque Martín         | 22 de septiembre | 15:30   |
| Puerto Nuevo        | 0 - 0     | General Lamadrid     | Rubén Carlos Vallejos      | 23 de septiembre | 15:30   |
| Atlas               | 0 - 0     | Juventud Unida       | Ricardo Puga               | 23 de septiembre | 15:30   |
| Real Pilar          | 3 - 1     | Argentino de Rosario | Carlos Barraza             | 24 de septiembre | 15:30   |
| Deportivo Paraguayo | 1 - 0     | Muñiz                | Juan Antonio Arias         | 25 de septiembre | 15:30   |
| Yupanqui            | 1 - 2     | Argentino de Merlo   | Guillermo Laza             | 25 de septiembre | 15:30   |
| Centro Español      | 0 - 0     | Liniers              | José María Moraños         | 25 de septiembre | 15:30   |
| Claypole            | 1 - 1     | Victoriano Arenas    | Gildo Francisco Ghersinich | 26 de septiembre | 15:30   |

| Fecha 5              | Fecha 5   | Fecha 5             | Fecha 5              | Fecha 5          | Fecha 5 |
| Local                | Resultado | Visitante           | Estadio              | Fecha            | Hora    |
| -------------------- | --------- | ------------------- | -------------------- | ---------------- | ------- |
| Argentino de Merlo   | 1 - 0     | Deportivo Paraguayo | Merlo                | 29 de septiembre | 15:30   |
| Lugano               | 0 - 0     | Yupanqui            | José María Moraños   | 29 de septiembre | 15:30   |
| Juventud Unida       | 1 - 2     | Claypole            | Ciudad de San Miguel | 29 de septiembre | 15:30   |
| Victoriano Arenas    | 1 - 2     | Central Ballester   | Saturnino Moure      | 30 de septiembre | 11:00   |
| Muñiz                | 1 - 2     | Puerto Nuevo        | Carlos Barraza       | 30 de septiembre | 15:30   |
| General Lamadrid     | 1 - 0     | Real Pilar          | Enrique Sexto        | 30 de septiembre | 15:30   |
| Argentino de Rosario | 2 - 1     | Centro Español      | José Martín Olaeta   | 30 de septiembre | 15:30   |
| Liniers              | 2 - 0     | Atlas               | Juan Antonio Arias   | 1 de octubre     | 15:30   |

| Fecha 6             | Fecha 6   | Fecha 6              | Fecha 6                  | Fecha 6      | Fecha 6 |
| Local               | Resultado | Visitante            | Estadio                  | Fecha        | Hora    |
| ------------------- | --------- | -------------------- | ------------------------ | ------------ | ------- |
| Yupanqui            | 1 - 1     | Victoriano Arenas    | Guillermo Laza           | 3 de octubre | 15:30   |
| Central Ballester   | 2 - 3     | Juventud Unida       | Ramón Roque Martín       | 3 de octubre | 15:30   |
| Atlas               | 1 - 0     | Argentino de Rosario | Ricardo Puga             | 4 de octubre | 15:30   |
| Centro Español      | 0 - 1     | Real Pilar           | José María Moraños       | 4 de octubre | 15:30   |
| Muñiz               | 0 - 2     | General Lamadrid     | Carlos Barraza           | 4 de octubre | 15:30   |
| Deportivo Paraguayo | 3 - 1     | Lugano               | Juan Antonio Arias       | 4 de octubre | 15:30   |
| Claypole            | 1 - 1     | Liniers              | Rodolfo Vicente Capocasa | 4 de octubre | 15:30   |
| Puerto Nuevo        | 1 - 2     | Argentino de Merlo   | Rubén Carlos Vallejos    | 4 de octubre | 15:30   |

| Fecha 7              | Fecha 7   | Fecha 7             | Fecha 7              | Fecha 7      | Fecha 7 |
| Local                | Resultado | Visitante           | Estadio              | Fecha        | Hora    |
| -------------------- | --------- | ------------------- | -------------------- | ------------ | ------- |
| Juventud Unida       | 2 - 1     | Yupanqui            | Ciudad de San Miguel | 7 de octubre | 15:30   |
| Argentino de Rosario | 2 - 0     | Claypole            | José Martín Olaeta   | 7 de octubre | 15:30   |
| General Lamadrid     | 0 - 1     | Centro Español      | Enrique Sexto        | 8 de octubre | 15:30   |
| Argentino de Merlo   | 2 - 1     | Muñiz               | Merlo                | 8 de octubre | 15:30   |
| Real Pilar           | 1 - 1     | Atlas               | Carlos Barraza       | 9 de octubre | 15:30   |
| Lugano               | 1 - 1     | Puerto Nuevo        | José María Moraños   | 9 de octubre | 15:30   |
| Liniers              | 0 - 1     | Central Ballester   | Juan Antonio Arias   | 9 de octubre | 15:30   |
| Victoriano Arenas    | 1 - 4     | Deportivo Paraguayo | Saturnino Moure      | 9 de octubre | 15:30   |

| Fecha 8             | Fecha 8   | Fecha 8              | Fecha 8                  | Fecha 8       | Fecha 8 |
| Local               | Resultado | Visitante            | Estadio                  | Fecha         | Hora    |
| ------------------- | --------- | -------------------- | ------------------------ | ------------- | ------- |
| Claypole            | 2 - 0     | Real Pilar           | Rodolfo Vicente Capocasa | 13 de octubre | 15:30   |
| Atlas               | 0 - 2     | Centro Español       | Ricardo Puga             | 14 de octubre | 15:30   |
| Argentino de Merlo  | 1 - 1     | General Lamadrid     | Merlo                    | 16 de octubre | 15:30   |
| Muñiz               | 0 - 1     | Lugano               | Carlos Barraza           | 16 de octubre | 15:30   |
| Puerto Nuevo        | 0 - 2     | Victoriano Arenas    | Rubén Carlos Vallejos    | 16 de octubre | 15:30   |
| Deportivo Paraguayo | 0 - 2     | Juventud Unida       | Juan Antonio Arias       | 16 de octubre | 15:30   |
| Yupanqui            | 0 - 1     | Liniers              | Guillermo Laza           | 16 de octubre | 15:30   |
| Central Ballester   | 1 - 2     | Argentino de Rosario | Ramón Roque Martín       | 16 de octubre | 15:30   |

| Fecha 9              | Fecha 9   | Fecha 9             | Fecha 9              | Fecha 9       | Fecha 9 |
| Local                | Resultado | Visitante           | Estadio              | Fecha         | Hora    |
| -------------------- | --------- | ------------------- | -------------------- | ------------- | ------- |
| Liniers              | 2 - 0     | Deportivo Paraguayo | Juan Antonio Arias   | 27 de octubre | 15:30   |
| Juventud Unida       | 2 - 2     | Puerto Nuevo        | Ciudad de San Miguel | 27 de octubre | 15:30   |
| Victoriano Arenas    | 6 - 1     | Muñiz               | Saturnino Moure      | 28 de octubre | 11:00   |
| Lugano               | 1 - 3     | Argentino de Merlo  | José María Moraños   | 28 de octubre | 15:30   |
| Argentino de Rosario | 0 - 0     | Yupanqui            | José Martín Olaeta   | 28 de octubre | 15:30   |
| Real Pilar           | 1 - 2     | Central Ballester   | Carlos Barraza       | 28 de octubre | 15:30   |
| General Lamadrid     | 0 - 1     | Atlas               | Enrique Sexto        | 29 de octubre | 15:30   |
| Centro Español       | 3 - 1     | Claypole            | José María Moraños   | 29 de octubre | 15:30   |

| Fecha 10            | Fecha 10  | Fecha 10             | Fecha 10                      | Fecha 10       | Fecha 10 |
| Local               | Resultado | Visitante            | Estadio                       | Fecha          | Hora     |
| ------------------- | --------- | -------------------- | ----------------------------- | -------------- | -------- |
| Deportivo Paraguayo | 2 - 0     | Argentino de Rosario | Juan Antonio Arias            | 3 de noviembre | 15:30    |
| Claypole            | 1 - 3     | Atlas                | Rodolfo Vicente Capocasa      | 3 de noviembre | 15:30    |
| Lugano              | 1 - 0     | General Lamadrid     | José María Moraños            | 4 de noviembre | 11:00    |
| Central Ballester   | 3 - 2     | Centro Español       | Ramón Roque Martín            | 5 de noviembre | 11:00    |
| Muñiz               | 1 - 0     | Juventud Unida       | Carlos Barraza                | 5 de noviembre | 11:00    |
| Argentino de Merlo  | 0 - 1     | Victoriano Arenas    | Merlo                         | 5 de noviembre | 12:00    |
| Puerto Nuevo        | 1 - 1     | Liniers              | El Coliseo de Mitre y Puccini | 6 de noviembre | 15:30    |
| Yupanqui            | 0 - 0     | Real Pilar           | Guillermo Laza                | 7 de noviembre | 15:30    |

| Fecha 11             | Fecha 11  | Fecha 11            | Fecha 11             | Fecha 11        | Fecha 11 |
| Local                | Resultado | Visitante           | Estadio              | Fecha           | Hora     |
| -------------------- | --------- | ------------------- | -------------------- | --------------- | -------- |
| Argentino de Rosario | 3 - 0     | Puerto Nuevo        | José Martín Olaeta   | 11 de noviembre | 15:30    |
| Juventud Unida       | 0 - 1     | Argentino de Merlo  | Ciudad de San Miguel | 11 de noviembre | 15:30    |
| Atlas                | 2 - 5     | Central Ballester   | Ricardo Puga         | 11 de noviembre | 15:30    |
| General Lamadrid     | 2 - 0     | Claypole            | Enrique Sexto        | 11 de noviembre | 15:30    |
| Real Pilar           | 0 - 0     | Deportivo Paraguayo | Carlos Barraza       | 12 de noviembre | 15:30    |
| Liniers              | 1 - 0     | Muñiz               | Juan Antonio Arias   | 13 de noviembre | 15:30    |
| Victoriano Arenas    | 2 - 1     | Lugano              | Saturnino Moure      | 13 de noviembre | 15:30    |
| Centro Español       | 2 - 0     | Yupanqui            | José María Moraños   | 14 de noviembre | 15:30    |

| Fecha 12            | Fecha 12  | Fecha 12             | Fecha 12                      | Fecha 12        | Fecha 12 |
| Local               | Resultado | Visitante            | Estadio                       | Fecha           | Hora     |
| ------------------- | --------- | -------------------- | ----------------------------- | --------------- | -------- |
| Lugano              | 2 - 1     | Juventud Unida       | José María Moraños            | 17 de noviembre | 17:00    |
| Puerto Nuevo        | 2 - 0     | Real Pilar           | El Coliseo de Mitre y Puccini | 18 de noviembre | 17:00    |
| Victoriano Arenas   | 1 - 0     | General Lamadrid     | Saturnino Moure               | 19 de noviembre | 17:00    |
| Yupanqui            | 2 - 1     | Atlas                | Guillermo Laza                | 19 de noviembre | 17:00    |
| Muñiz               | 1 - 2     | Argentino de Rosario | Carlos Barraza                | 20 de noviembre | 17:00    |
| Deportivo Paraguayo | 1 - 3     | Centro Español       | Juan Antonio Arias            | 21 de noviembre | 17:00    |
| Central Ballester   | 2 - 3     | Claypole             | Ramón Roque Martín            | 21 de noviembre | 17:00    |
| Argentino de Merlo  | 1 - 0     | Liniers              | Merlo                         | 21 de noviembre | 20:30    |

| Fecha 13             | Fecha 13  | Fecha 13            | Fecha 13                 | Fecha 13        | Fecha 13 |
| Local                | Resultado | Visitante           | Estadio                  | Fecha           | Hora     |
| -------------------- | --------- | ------------------- | ------------------------ | --------------- | -------- |
| Argentino de Rosario | 1 - 0     | Argentino de Merlo  | José Martín Olaeta       | 25 de noviembre | 17:00    |
| General Lamadrid     | 1 - 0     | Central Ballester   | Enrique Sexto            | 25 de noviembre | 17:00    |
| Liniers              | 2 - 1     | Lugano              | Juan Antonio Arias       | 25 de noviembre | 17:00    |
| Claypole             | 3 - 0     | Yupanqui            | Rodolfo Vicente Capocasa | 26 de noviembre | 17:00    |
| Atlas                | 0 - 1     | Deportivo Paraguayo | Ricardo Puga             | 26 de noviembre | 17:00    |
| Real Pilar           | 0 - 0     | Muñiz               | Carlos Barraza           | 26 de noviembre | 17:00    |
| Centro Español       | 0 - 0     | Puerto Nuevo        | José María Moraños       | 28 de noviembre | 17:00    |
| Juventud Unida       | 0 - 2     | Victoriano Arenas   | Ciudad de San Miguel     | 28 de noviembre | 17:00    |

| Fecha 14            | Fecha 14  | Fecha 14             | Fecha 14                      | Fecha 14       | Fecha 14 |
| Local               | Resultado | Visitante            | Estadio                       | Fecha          | Hora     |
| ------------------- | --------- | -------------------- | ----------------------------- | -------------- | -------- |
| Lugano              | 0 - 0     | Argentino de Rosario | José María Moraños            | 2 de diciembre | 17:00    |
| Muñiz               | 0 - 1     | Centro Español       | Carlos Barraza                | 2 de diciembre | 17:00    |
| Juventud Unida      | 0 - 1     | General Lamadrid     | Ciudad de San Miguel          | 3 de diciembre | 17:00    |
| Argentino de Merlo  | 0 - 1     | Real Pilar           | Merlo                         | 3 de diciembre | 17:00    |
| Victoriano Arenas   | 2 - 1     | Liniers              | Saturnino Moure               | 5 de diciembre | 17:00    |
| Puerto Nuevo        | 1 - 3     | Atlas                | El Coliseo de Mitre y Puccini | 5 de diciembre | 17:00    |
| Yupanqui            | 0 - 3     | Central Ballester    | Guillermo Laza                | 5 de diciembre | 17:00    |
| Deportivo Paraguayo | 1 - 0     | Claypole             | Juan Antonio Arias            | 6 de diciembre | 17:00    |

| Fecha 15             | Fecha 15  | Fecha 15            | Fecha 15                 | Fecha 15        | Fecha 15 |
| Local                | Resultado | Visitante           | Estadio                  | Fecha           | Hora     |
| -------------------- | --------- | ------------------- | ------------------------ | --------------- | -------- |
| Real Pilar           | 0 - 1     | Lugano              | Carlos Barraza           | 8 de diciembre  | 17:00    |
| Centro Español       | 1 - 1     | Argentino de Merlo  | José María Moraños       | 8 de diciembre  | 17:00    |
| Central Ballester    | 2 - 0     | Deportivo Paraguayo | Ciudad de San Miguel     | 9 de diciembre  | 17:00    |
| Argentino de Rosario | 1 - 0     | Victoriano Arenas   | José Martín Olaeta       | 9 de diciembre  | 17:00    |
| Liniers              | 0 - 0     | Juventud Unida      | Juan Antonio Arias       | 10 de diciembre | 17:00    |
| Claypole             | 3 - 0     | Puerto Nuevo        | Rodolfo Vicente Capocasa | 11 de diciembre | 17:05    |
| Atlas                | 2 - 0     | Muñiz               | Ricardo Puga             | 12 de diciembre | 17:00    |
| General Lamadrid     | 2 - 1     | Yupanqui            | Enrique Sexto            | 17 de diciembre | 17:00    |

| 1. 2. 3. 4. 5. |

### Segunda rueda
| Fecha 16             | Fecha 16  | Fecha 16            | Fecha 16                 | Fecha 16     | Fecha 16 |
| Local                | Resultado | Visitante           | Estadio                  | Fecha        | Hora     |
| -------------------- | --------- | ------------------- | ------------------------ | ------------ | -------- |
| Liniers              | 1 - 1     | General Lamadrid    | Juan Antonio Arias       | 2 de febrero | 17:00    |
| Atlas                | 1 - 1     | Argentino de Merlo  | Ricardo Puga             | 3 de febrero | 17:00    |
| Argentino de Rosario | 2 - 0     | Juventud Unida      | José Martín Olaeta       | 4 de febrero | 17:00    |
| Real Pilar           | 0 - 2     | Victoriano Arenas   | Carlos Barraza           | 4 de febrero | 17:00    |
| Central Ballester    | 1 - 0     | Puerto Nuevo        | Colegiales               | 5 de febrero | 17:00    |
| Centro Español       | 2 - 0     | Lugano              | José María Moraños       | 6 de febrero | 17:00    |
| Claypole             | 0 - 1     | Muñiz               | Rodolfo Vicente Capocasa | 6 de febrero | 17:30    |
| Yupanqui             | 5 - 3     | Deportivo Paraguayo | Guillermo Laza           | 8 de febrero | 17:00    |

| Fecha 17           | Fecha 17  | Fecha 17             | Fecha 17              | Fecha 17      | Fecha 17 |
| Local              | Resultado | Visitante            | Estadio               | Fecha         | Hora     |
| ------------------ | --------- | -------------------- | --------------------- | ------------- | -------- |
| Muñiz              | 1 - 1     | Central Ballester    | Carlos Barraza        | 10 de febrero | 17:00    |
| Argentino de Merlo | 3 - 1     | Claypole             | Merlo                 | 11 de febrero | 17:00    |
| Liniers            | 0 - 0     | Argentino de Rosario | Juan Antonio Arias    | 11 de febrero | 17:00    |
| General Lamadrid   | 4 - 0     | Deportivo Paraguayo  | Enrique Sexto         | 12 de febrero | 17:00    |
| Lugano             | 0 - 0     | Atlas                | José María Moraños    | 12 de febrero | 17:00    |
| Juventud Unida     | 1 - 0     | Real Pilar           | Ciudad de San Miguel  | 13 de febrero | 17:00    |
| Puerto Nuevo       | 3 - 1     | Yupanqui             | Rubén Carlos Vallejos | 13 de febrero | 17:00    |
| Victoriano Arenas  | 2 - 1     | Centro Español       | Saturnino Moure       | 13 de febrero | 17:00    |

| Fecha 18             | Fecha 18  | Fecha 18           | Fecha 18                 | Fecha 18      | Fecha 18 |
| Local                | Resultado | Visitante          | Estadio                  | Fecha         | Hora     |
| -------------------- | --------- | ------------------ | ------------------------ | ------------- | -------- |
| Atlas                | 4 - 2     | Victoriano Arenas  | Ricardo Puga             | 17 de febrero | 17:00    |
| Argentino de Rosario | 2 - 1     | General Lamadrid   | José Martín Olaeta       | 18 de febrero | 17:00    |
| Real Pilar           | 0 - 0     | Liniers            | Carlos Barraza           | 18 de febrero | 17:00    |
| Claypole             | 1 - 2     | Lugano             | Rodolfo Vicente Capocasa | 19 de febrero | 17:00    |
| Deportivo Paraguayo  | 0 - 1     | Puerto Nuevo       | Juan Antonio Arias       | 19 de febrero | 17:00    |
| Yupanqui             | 0 - 1     | Muñiz              | Guillermo Laza           | 19 de febrero | 17:00    |
| Central Ballester    | 1 - 1     | Argentino de Merlo | Colegiales               | 20 de febrero | 17:00    |
| Centro Español       | 1 - 2     | Juventud Unida     | José María Moraños       | 20 de febrero | 17:00    |

| Fecha 19             | Fecha 19  | Fecha 19            | Fecha 19             | Fecha 19      | Fecha 19 |
| Local                | Resultado | Visitante           | Estadio              | Fecha         | Hora     |
| -------------------- | --------- | ------------------- | -------------------- | ------------- | -------- |
| General Lamadrid     | 3 - 3     | Puerto Nuevo        | Enrique Sexto        | 24 de febrero | 17:00    |
| Argentino de Merlo   | 1 - 2     | Yupanqui            | Merlo                | 24 de febrero | 17:00    |
| Argentino de Rosario | 0 - 1     | Real Pilar          | José Martín Olaeta   | 24 de febrero | 17:00    |
| Juventud Unida       | 1 - 0     | Atlas               | Ciudad de San Miguel | 24 de febrero | 17:00    |
| Liniers              | 0 - 1     | Centro Español      | Juan Antonio Arias   | 25 de febrero | 17:00    |
| Muñiz                | 1 - 0     | Deportivo Paraguayo | Carlos Barraza       | 25 de febrero | 17:00    |
| Lugano               | 1 - 3     | Central Ballester   | José María Moraños   | 28 de febrero | 17:00    |
| Victoriano Arenas    | 1 - 0     | Claypole            | Saturnino Moure      | 28 de febrero | 17:00    |

| Fecha 20            | Fecha 20  | Fecha 20             | Fecha 20                 | Fecha 20   | Fecha 20 |
| Local               | Resultado | Visitante            | Estadio                  | Fecha      | Hora     |
| ------------------- | --------- | -------------------- | ------------------------ | ---------- | -------- |
| Deportivo Paraguayo | 1 - 3     | Argentino de Merlo   | Juan Antonio Arias       | 2 de marzo | 17:00    |
| Puerto Nuevo        | 1 - 0     | Muñiz                | Rubén Carlos Vallejos    | 2 de marzo | 17:00    |
| Centro Español      | 2 - 0     | Argentino de Rosario | José María Moraños       | 2 de marzo | 17:00    |
| Real Pilar          | 2 - 3     | General Lamadrid     | Carlos Barraza           | 2 de marzo | 17:00    |
| Atlas               | 1 - 1     | Liniers              | Ricardo Puga             | 3 de marzo | 17:00    |
| Claypole            | 1 - 2     | Juventud Unida       | Rodolfo Vicente Capocasa | 4 de marzo | 17:00    |
| Yupanqui            | 1 - 0     | Lugano               | Guillermo Laza           | 5 de marzo | 17:00    |
| Central Ballester   | 2 - 3     | Victoriano Arenas    | Colegiales               | 6 de marzo | 17:00    |

| Fecha 21             | Fecha 21  | Fecha 21            | Fecha 21             | Fecha 21   | Fecha 21 |
| Local                | Resultado | Visitante           | Estadio              | Fecha      | Hora     |
| -------------------- | --------- | ------------------- | -------------------- | ---------- | -------- |
| General Lamadrid     | 1 - 1     | Muñiz               | Enrique Sexto        | 6 de marzo | 17:00    |
| Real Pilar           | 2 - 2     | Centro Español      | Carlos Barraza       | 6 de marzo | 17:00    |
| Argentino de Rosario | 2 - 0     | Atlas               | José Martín Olaeta   | 7 de marzo | 17:00    |
| Liniers              | 3 - 0     | Claypole            | Juan Antonio Arias   | 7 de marzo | 17:00    |
| Argentino de Merlo   | 2 - 0     | Puerto Nuevo        | Merlo                | 7 de marzo | 17:00    |
| Lugano               | 1 - 1     | Deportivo Paraguayo | José María Moraños   | 8 de marzo | 17:00    |
| Juventud Unida       | 0 - 0     | Central Ballester   | Ciudad de San Miguel | 9 de marzo | 17:00    |
| Victoriano Arenas    | 4 - 2     | Yupanqui            | Saturnino Moure      | 9 de marzo | 17:00    |

| Fecha 22            | Fecha 22  | Fecha 22             | Fecha 22                 | Fecha 22    | Fecha 22 |
| Local               | Resultado | Visitante            | Estadio                  | Fecha       | Hora     |
| ------------------- | --------- | -------------------- | ------------------------ | ----------- | -------- |
| Atlas               | 2 - 1     | Real Pilar           | Ricardo Puga             | 12 de marzo | 17:00    |
| Claypole            | 2 - 1     | Argentino de Rosario | Rodolfo Vicente Capocasa | 13 de marzo | 17:00    |
| Centro Español      | 1 - 1     | General Lamadrid     | José María Moraños       | 13 de marzo | 17:00    |
| Muñiz               | 0 - 3     | Argentino de Merlo   | Carlos Barraza           | 13 de marzo | 17:00    |
| Central Ballester   | 0 - 3     | Liniers              | Colegiales               | 14 de marzo | 16:00    |
| Deportivo Paraguayo | 0 - 0     | Victoriano Arenas    | Juan Antonio Arias       | 14 de marzo | 16:00    |
| Puerto Nuevo        | 2 - 3     | Lugano               | Rubén Carlos Vallejos    | 14 de marzo | 16:00    |
| Yupanqui            | 0 - 0     | Juventud Unida       | Guillermo Laza           | 14 de marzo | 16:00    |

| Fecha 23             | Fecha 23  | Fecha 23            | Fecha 23             | Fecha 23    | Fecha 23 |
| Local                | Resultado | Visitante           | Estadio              | Fecha       | Hora     |
| -------------------- | --------- | ------------------- | -------------------- | ----------- | -------- |
| General Lamadrid     | 2 - 0     | Argentino de Merlo  | Enrique Sexto        | 17 de marzo | 16:00    |
| Liniers              | 2 - 0     | Yupanqui            | Juan Antonio Arias   | 17 de marzo | 16:00    |
| Argentino de Rosario | 5 - 1     | Central Ballester   | José Martín Olaeta   | 18 de marzo | 16:00    |
| Lugano               | 2 - 2     | Muñiz               | José María Moraños   | 19 de marzo | 16:00    |
| Real Pilar           | 1 - 0     | Claypole            | Carlos Barraza       | 19 de marzo | 16:00    |
| Centro Español       | 0 - 1     | Atlas               | José María Moraños   | 20 de marzo | 16:00    |
| Juventud Unida       | 3 - 1     | Deportivo Paraguayo | Ciudad de San Miguel | 20 de marzo | 16:00    |
| Victoriano Arenas    | 2 - 0     | Puerto Nuevo        | Saturnino Moure      | 20 de marzo | 16:00    |

| Fecha 24            | Fecha 24  | Fecha 24             | Fecha 24                 | Fecha 24    | Fecha 24 |
| Local               | Resultado | Visitante            | Estadio                  | Fecha       | Hora     |
| ------------------- | --------- | -------------------- | ------------------------ | ----------- | -------- |
| Puerto Nuevo        | 0 - 1     | Juventud Unida       | Rubén Carlos Vallejos    | 24 de marzo | 11:00    |
| Atlas               | 1 - 2     | General Lamadrid     | Ricardo Puga             | 24 de marzo | 12:00    |
| Muñiz               | 0 - 3     | Victoriano Arenas    | Carlos Barraza           | 25 de marzo | 12:00    |
| Deportivo Paraguayo | 0 - 1     | Liniers              | Juan Antonio Arias       | 25 de marzo | 16:00    |
| Argentino de Merlo  | 3 - 2     | Lugano               | Merlo                    | 25 de marzo | 16:00    |
| Central Ballester   | 0 - 4     | Real Pilar           | Colegiales               | 26 de marzo | 16:00    |
| Claypole            | 0 - 1     | Centro Español       | Rodolfo Vicente Capocasa | 26 de marzo | 16:00    |
| Yupanqui            | 0 - 2     | Argentino de Rosario | Guillermo Laza           | 26 de marzo | 16:05    |

| Fecha 25             | Fecha 25  | Fecha 25            | Fecha 25             | Fecha 25    | Fecha 25 |
| Local                | Resultado | Visitante           | Estadio              | Fecha       | Hora     |
| -------------------- | --------- | ------------------- | -------------------- | ----------- | -------- |
| Centro Español       | 3 - 1     | Central Ballester   | José María Moraños   | 30 de marzo | 16:00    |
| General Lamadrid     | 3 - 0     | Lugano              | Enrique Sexto        | 31 de marzo | 16:00    |
| Victoriano Arenas    | 4 - 1     | Argentino de Merlo  | Saturnino Moure      | 1 de abril  | 11:00    |
| Juventud Unida       | 1 - 0     | Muñiz               | Ciudad de San Miguel | 1 de abril  | 12:00    |
| Liniers              | 2 - 2     | Puerto Nuevo        | Juan Antonio Arias   | 1 de abril  | 15:30    |
| Atlas                | 1 - 0     | Claypole            | Ricardo Puga         | 1 de abril  | 15:30    |
| Real Pilar           | 0 - 0     | Yupanqui            | Carlos Barraza       | 2 de abril  | 15:30    |
| Argentino de Rosario | 0 - 0     | Deportivo Paraguayo | José Martín Olaeta   | 2 de abril  | 15:30    |

| Fecha 26            | Fecha 26  | Fecha 26             | Fecha 26                 | Fecha 26    | Fecha 26 |
| Local               | Resultado | Visitante            | Estadio                  | Fecha       | Hora     |
| ------------------- | --------- | -------------------- | ------------------------ | ----------- | -------- |
| Argentino de Merlo  | 0 - 1     | Juventud Unida       | Merlo                    | 6 de abril  | 15:30    |
| Claypole            | 1 - 1     | General Lamadrid     | Rodolfo Vicente Capocasa | 6 de abril  | 15:30    |
| Muñiz               | 0 - 0     | Liniers              | Ciudad de San Miguel     | 7 de abril  | 12:00    |
| Deportivo Paraguayo | 0 - 1     | Real Pilar           | Juan Antonio Arias       | 7 de abril  | 15:30    |
| Puerto Nuevo        | 0 - 0     | Argentino de Rosario | Rubén Carlos Vallejos    | 7 de abril  | 15:30    |
| Lugano              | 2 - 2     | Victoriano Arenas    | José María Moraños       | 10 de abril | 15:30    |
| Central Ballester   | 0 - 2     | Atlas                | Colegiales               | 10 de abril | 15:30    |
| Yupanqui            | 0 - 2     | Centro Español       | Guillermo Laza           | 10 de abril | 15:30    |

| Fecha 27             | Fecha 27  | Fecha 27            | Fecha 27                 | Fecha 27    | Fecha 27 |
| Local                | Resultado | Visitante           | Estadio                  | Fecha       | Hora     |
| -------------------- | --------- | ------------------- | ------------------------ | ----------- | -------- |
| Liniers              | 0 - 1     | Argentino de Merlo  | Juan Antonio Arias       | 14 de abril | 11:00    |
| Atlas                | 3 - 0     | Yupanqui            | Ricardo Puga             | 14 de abril | 11:00    |
| Argentino de Rosario | 4 - 1     | Muñiz               | José Martín Olaeta       | 14 de abril | 15:30    |
| Centro Español       | 1 - 0     | Deportivo Paraguayo | José María Moraños       | 15 de abril | 11:00    |
| Juventud Unida       | 1 - 3     | Lugano              | Ciudad de San Miguel     | 15 de abril | 12:00    |
| General Lamadrid     | 0 - 2     | Victoriano Arenas   | Enrique Sexto            | 15 de abril | 15:30    |
| Real Pilar           | 2 - 2     | Puerto Nuevo        | Carlos Barraza           | 16 de abril | 15:30    |
| Claypole             | 1 - 2     | Central Ballester   | Rodolfo Vicente Capocasa | 16 de abril | 15:45    |

| Fecha 28            | Fecha 28  | Fecha 28             | Fecha 28              | Fecha 28    | Fecha 28 |
| Local               | Resultado | Visitante            | Estadio               | Fecha       | Hora     |
| ------------------- | --------- | -------------------- | --------------------- | ----------- | -------- |
| Central Ballester   | 2 - 2     | General Lamadrid     | Ciudad de San Miguel  | 20 de abril | 15:30    |
| Muñiz               | 3 - 2     | Real Pilar           | Carlos Barraza        | 21 de abril | 12:00    |
| Victoriano Arenas   | 1 - 2     | Juventud Unida       | Saturnino Moure       | 22 de abril | 12:00    |
| Deportivo Paraguayo | 1 - 3     | Atlas                | Juan Antonio Arias    | 23 de abril | 15:30    |
| Argentino de Merlo  | 3 - 0     | Argentino de Rosario | Merlo                 | 24 de abril | 15:30    |
| Lugano              | 0 - 5     | Liniers              | José María Moraños    | 24 de abril | 15:30    |
| Puerto Nuevo        | 1 - 2     | Centro Español       | Rubén Carlos Vallejos | 24 de abril | 15:30    |
| Yupanqui            | 0 - 2     | Claypole             | Claudio Chiqui Tapia  | 25 de abril | 15:30    |

| Fecha 29             | Fecha 29  | Fecha 29            | Fecha 29                 | Fecha 29    | Fecha 29 |
| Local                | Resultado | Visitante           | Estadio                  | Fecha       | Hora     |
| -------------------- | --------- | ------------------- | ------------------------ | ----------- | -------- |
| General Lamadrid     | 0 - 0     | Juventud Unida      | Enrique Sexto            | 28 de abril | 15:30    |
| Claypole             | 2 - 0     | Deportivo Paraguayo | Rodolfo Vicente Capocasa | 29 de abril | 11:00    |
| Atlas                | 3 - 0     | Puerto Nuevo        | Ricardo Puga             | 29 de abril | 15:30    |
| Real Pilar           | 1 - 4     | Argentino de Merlo  | Carlos Barraza           | 29 de abril | 15:30    |
| Argentino de Rosario | 2 - 1     | Lugano              | José Martín Olaeta       | 29 de abril | 15:30    |
| Central Ballester    | 3 - 1     | Yupanqui            | Ciudad de San Miguel     | 30 de abril | 15:30    |
| Liniers              | 2 - 1     | Victoriano Arenas   | Juan Antonio Arias       | 30 de abril | 15:30    |
| Centro Español       | 0 - 0     | Muñiz               | José María Moraños       | 30 de abril | 15:30    |

| Fecha 30            | Fecha 30  | Fecha 30             | Fecha 30              | Fecha 30   | Fecha 30 |
| Local               | Resultado | Visitante            | Estadio               | Fecha      | Hora     |
| ------------------- | --------- | -------------------- | --------------------- | ---------- | -------- |
| Yupanqui            | 1 - 2     | General Lamadrid     | Islas Malvinas        | 10 de mayo | 15:30    |
| Deportivo Paraguayo | 3 - 0     | Central Ballester    | Juan Antonio Arias    | 10 de mayo | 15:30    |
| Puerto Nuevo        | 0 - 1     | Claypole             | Rubén Carlos Vallejos | 10 de mayo | 15:30    |
| Muñiz               | 0 - 5     | Atlas                | Carlos Barraza        | 10 de mayo | 15:30    |
| Argentino de Merlo  | 2 - 1     | Centro Español       | Merlo                 | 10 de mayo | 15:30    |
| Lugano              | 1 - 1     | Real Pilar           | José María Moraños    | 10 de mayo | 15:30    |
| Victoriano Arenas   | 1 - 2     | Argentino de Rosario | Saturnino Moure       | 10 de mayo | 15:30    |
| Juventud Unida      | 0 - 2     | Liniers              | Ciudad de San Miguel  | 10 de mayo | 15:30    |

| 1. 2. 3. 4. 5. |

## Torneo reducido por el segundo ascenso
Los 8 equipos ubicados del 2.º al 9.º lugar de la tabla final de posiciones se ordenaron del 1 al 8 y participaron del Reducido, un minitorneo por eliminación directa, en el que se emparejaron, respectivamente, los mejor con los peor posicionados en la tabla. Luego se reordenaron y se enfrentaron de la misma manera.
Los cuartos de final se disputaron a un solo partido, en el estadio del mejor ubicado. De haber terminado empatado, fue este último equipo el que clasificó a la instancia siguiente. Las semifinales y la final se jugaron a doble partido, actuando como local en el de vuelta el equipo con mejor ubicación. En caso de empate tras completar la serie, la definición se operó mediante la ejecución de tiros desde el punto penal.

### Cuadro de desarrollo
|  | Cuartos de final | Cuartos de final     | Cuartos de final |         |   | Semifinales        | Semifinales     | Semifinales     | Semifinales     | Semifinales     |  |   | Final            | Final          | Final          | Final          | Final          |  |
|  | 20 de mayo       | 20 de mayo           | 20 de mayo       |         |   | 26 y 30 de mayo    | 26 y 30 de mayo | 26 y 30 de mayo | 26 y 30 de mayo | 26 y 30 de mayo |  |   | 2 y 9 de junio   | 2 y 9 de junio | 2 y 9 de junio | 2 y 9 de junio | 2 y 9 de junio |  |
|  |                  |                      |                  |         |   |                    |                 |                 |                 |                 |  |   |                  |                |                |                |                |  |
|  |                  |                      |                  |         |   |                    |                 |                 |                 |                 |  |   |                  |                |                |                |                |  |
|  | 2                | General Lamadrid     | 2                |         |   |                    |                 |                 |                 |                 |  |   |                  |                |                |                |                |  |
|  | 2                | General Lamadrid     | 2                |         |   |                    |                 |                 |                 |                 |  |   |                  |                |                |                |                |  |
|  | 7                | Juventud Unida       | 0                |         |   |                    |                 |                 |                 |                 |  |   |                  |                |                |                |                |  |
|  | 7                | Juventud Unida       | 0                |         | 2 | General Lamadrid   | 0               | 2               | 2               |                 |  |   |                  |                |                |                |                |  |
|  |                  |                      |                  |         | 2 | General Lamadrid   | 0               | 2               | 2               |                 |  |   |                  |                |                |                |                |  |
|  |                  |                      | 3                | Liniers | 0 | 1                  | 1               |                 |                 |                 |  |   |                  |                |                |                |                |  |
|  | 3                | Liniers (v.d.)       | 3                | Liniers | 0 | 1                  | 1               | 1               |                 |                 |  |   |                  |                |                |                |                |  |
|  | 3                | Liniers (v.d.)       |                  |         |   |                    |                 |                 |                 |                 |  |   |                  |                |                |                |                |  |
|  | 6                | Argentino de Rosario | 1                |         |   |                    |                 |                 |                 |                 |  |   |                  |                |                |                |                |  |
|  | 6                | Argentino de Rosario | 1                |         |   |                    |                 |                 |                 |                 |  | 1 | General Lamadrid | 0              | 1              | 1 (4)          |                |  |
|  |                  |                      |                  |         |   |                    |                 |                 |                 |                 |  | 1 | General Lamadrid | 0              | 1              | 1 (4)          |                |  |
|  |                  |                      | 2                | Atlas   | 0 | 1                  | 1 (2)           |                 |                 |                 |  |   |                  |                |                |                |                |  |
|  | 1                | Argentino de Merlo   | 2                | Atlas   | 0 | 1                  | 1 (2)           | 3               |                 |                 |  |   |                  |                |                |                |                |  |
|  | 1                | Argentino de Merlo   |                  |         |   |                    |                 |                 |                 |                 |  |   |                  |                |                |                |                |  |
|  | 8                | Central Ballester    | 2                |         |   |                    |                 |                 |                 |                 |  |   |                  |                |                |                |                |  |
|  | 8                | Central Ballester    | 2                |         | 1 | Argentino de Merlo | 0               | 2               | 2 (1)           |                 |  |   |                  |                |                |                |                |  |
|  |                  |                      |                  |         | 1 | Argentino de Merlo | 0               | 2               | 2 (1)           |                 |  |   |                  |                |                |                |                |  |
|  |                  |                      | 4                | Atlas   | 2 | 0                  | 2 (3)           |                 |                 |                 |  |   |                  |                |                |                |                |  |
|  | 4                | Atlas                | 4                | Atlas   | 2 | 0                  | 2 (3)           | 3               |                 |                 |  |   |                  |                |                |                |                |  |
|  | 4                | Atlas                |                  |         |   |                    |                 |                 |                 |                 |  |   |                  |                |                |                |                |  |
|  | 5                | Centro Español       | 1                |         |   |                    |                 |                 |                 |                 |  |   |                  |                |                |                |                |  |
|  | 5                | Centro Español       | 1                |         |   |                    |                 |                 |                 |                 |  |   |                  |                |                |                |                |  |
|  |                  |                      |                  |         |   |                    |                 |                 |                 |                 |  |   |                  |                |                |                |                |  |

- Nota: En cada llave, el equipo ubicado en la primera línea fue el que ejerció la localía en los cuartos de final. En las semifinales y la final, lo hizo en el partido de vuelta.

### Cuartos de final
| 20 de mayo, 15:30 | Argentino de Merlo                 | 3:2 (3:1) | Central Ballester              | Estadio de Merlo, Merlo     |                             |
|                   | Maldonado 22' 26' (p) · Águila 30' | Reporte   | N. Pérez 36' · Lanzillotta 54' | Árbitro(s): Sebastián Habib | Árbitro(s): Sebastián Habib |

| 20 de mayo, 15:30 | General Lamadrid | 2:0 (1:0) | Juventud Unida | Estadio Enrique Sexto, Buenos Aires |                          |
|                   | Regules 31' 52'  | Reporte   |                | Árbitro(s): Kevin Alegre            | Árbitro(s): Kevin Alegre |

| 20 de mayo, 15:30 | Liniers          | 1:1 (1:0) | Argentino de Rosario | Estadio Juan Antonio Arias, San Justo |                             |
|                   | Basualdo 23' (p) | Reporte   | Reinoso 62' (p)      | Árbitro(s): Ramiro Magallán           | Árbitro(s): Ramiro Magallán |

| 20 de mayo, 15:30 | Atlas                                   | 3:1 (1:1) | Centro Español | Estadio Ricardo Puga, Gral. Rodríguez |                                |
|                   | Cuenca 33' · Alonso 79' · Jurchesen 81' | Reporte   | Ocampo 20'     | Árbitro(s): Sebastián Martínez        | Árbitro(s): Sebastián Martínez |

### Semifinales
| 26 de mayo, 15:30 | Atlas                        | 2:0 (2:0) | Argentino de Merlo | Estadio Ricardo Puga, Gral. Rodríguez |                             |
|                   | A. Martínez 15' · Cuenca 28' | Reporte   |                    | Árbitro(s): Jonathan De Oto           | Árbitro(s): Jonathan De Oto |

| 30 de mayo, 14:00 | Argentino de Merlo                        | 2:0 (1:0) (1:3 p.)         | Atlas                     | Estadio de Merlo, Merlo  |                          |
|                   | Maldonado 5' · Juan 74'                   | Reporte                    |                           | Árbitro(s): Franco Acita | Árbitro(s): Franco Acita |
|                   |                                           | Tiros desde el punto penal |                           |                          |                          |
|                   | Maldonado · Pérez Roa · Águila · Salvador |                            | Ferrario · Prado · Alonso |                          |                          |

| 26 de mayo, 15:30 | Liniers | 0:0     | General Lamadrid | Estadio Juan Antonio Arias, San Justo |                             |
|                   |         | Reporte |                  | Árbitro(s): Gonzalo Pereira           | Árbitro(s): Gonzalo Pereira |

| 30 de mayo, 14:00 | General Lamadrid                 | 2:1 (0:0) | Liniers   | Estadio Enrique Sexto, Buenos Aires |                               |
|                   | Sarandeses 59' (p) · De Vito 63' | Reporte   | Hvala 47' | Árbitro(s): Edgardo Kopanchuk       | Árbitro(s): Edgardo Kopanchuk |

### Final
| 2 de junio, 15:30 | Atlas | 0:0     | General Lamadrid | Estadio Ricardo Puga, Gral. Rodríguez |                                |
|                   |       | Reporte |                  | Árbitro(s): Juan Pablo Loustau        | Árbitro(s): Juan Pablo Loustau |

| 9 de junio, 13:00 | General Lamadrid                                   | 1:1 (1:1) (4:2 p.)         | Atlas                                | Estadio Enrique Sexto, Buenos Aires |                                  |
|                   | Billordo 17'                                       | Reporte                    | Alonso 7'                            | Árbitro(s): Juan Pablo Battaglia    | Árbitro(s): Juan Pablo Battaglia |
|                   |                                                    | Tiros desde el punto penal |                                      |                                     |                                  |
|                   | Paolucci · De Vito · Sarandeses · Aguirre · Acosta |                            | Ferrario · Prado · Alonso · Portillo |                                     |                                  |

## Goleadores
| Pos. | Jugador            | Goles | Equipo            |
| ---- | ------------------ | ----- | ----------------- |
| 1.º  | Matías Coselli     | 19    | Victoriano Arenas |
| 2.º  | Fernando Maldonado | 13    | Argentino (M)     |
| 3.º  | Sebastián Ybares   | 12    | Central Ballester |
| 4.º  | Pablo Ocampo       | 11    | Centro Español    |
| 5.º  | Antony Alonso      | 10    | Atlas             |

Fuente: AFA-Goleadores de Primera D